# 珍妮·肯普
珍妮·肯普（英語：Jenny Kemp，1955年5月28日—），美国女子游泳运动员，主攻仰泳和自由泳。她曾代表美国参加1972年夏季奥林匹克运动会游泳比赛，获得女子4×100米自由泳接力金牌。